# Cazoulès
Cazoulès (trong tiếng Occitan Casolés) là một xã của Pháp, nằm ở tỉnh Dordogne trong vùng Aquitaine của Pháp. Xã này có diện tích 3,52 km2, dân số năm 2007 là 436 người. Xã nằm ở khu vực có độ cao trung bình 101 m trên mực nước biển.

## Thông tin nhân khẩu
| Năm    | 1962 | 1968 | 1975 | 1982 | 1990 | 1999 | 2007 |
| ------ | ---- | ---- | ---- | ---- | ---- | ---- | ---- |
| Dân số | 349  | 332  | 352  | 409  | 397  | 436  | 436  |